# اینترزون
اینترزون (ایتالیایی: Interzone) یک فیلم اکشن علمی-تخیلی ایتالیایی به کارگردانی دیران سارافیان است که در سال ۱۹۸۷ منتشر شد. از بازیگران فیلم می‌توان به بروس ابوت، فرانکو دیوجنه، تیگن کلایو و لورا خمسر اشاره کرد. این فیلم در براچیانو تصویربرداری شد.